# Paraclius nebulo
Paraclius nebulo är en tvåvingeart som beskrevs av Octave Parent 1933. Paraclius nebulo ingår i släktet Paraclius och familjen styltflugor. Inga underarter finns listade i Catalogue of Life.